# 1000-річний самшит
1000-рі́чний самши́т — ботанічна пам'ятка природи місцевого значення, найстаріший кримський самшит, що розташована біля села Малий Маяк Алуштинської міської ради АР Крим. Була створена відповідно до Постанови Кабінету міністрів України № 1196-6/13 від 27 лютого 2013 року.

## Загальні відомості
Землекористувачем пам'ятки є Алуштинське державне лісове господарство, площа — 0,01 гектара. Розташована на території санаторію «Скеля», біля старої більярдної, у селі Малий Маяк Алуштинської міської ради.
Обхват дерева — 1,85 м, висота 7 м, вік 1000 років. Пам'ятка природи створена з метою охорони та збереження в природному стані цінного в науковому, естетичному відношенні самшиту вічнозеленого віком понад 1000 років.
У 2013 р. за ініціативи  Київського еколого-культурного центру отримав статус ботанічної пам'ятки природи.